# Hélène Bohy
Pour les articles homonymes, voir Bohy.
Hélène Bohy est auteure-compositrice-arrangeuse, interprète et chanteuse française. Membre du groupe TSF, elle est notamment reconnue pour ses albums de chansons pour enfants.
Elle est la cofondatrice de l’association Enfance et Musique avec Marc Caillard. Enfance et Musique devient rapidement un label incontournable dans le domaine de la formation professionnelle et de la création musicale, reconnu en France pour la qualité de ses formations et productions. Hélène Bohy compose, réalise ou coréalise 13 albums, dont 6 sont certifiés disques d’or, et plusieurs d'entre eux ont reçu des récompenses telles que le prix Talent Jeune Public, le Prix de l'Académie Charles Cros ou encore « ffff » Télérama. Ces albums reçoivent un très bon accueil du public et de la presse. Certains sont devenus références dans le domaine  : Tangonino, À l’eau, Au loup, Les P’tits Loups du jazz. Trois spectacles, dérivés des albums, connaissent une tournée régulière depuis le début des années 2000, en France et dans les pays francophones  : Tangonino, Petit Tango sur l’eau et Le Bateau de Nino.
Parallèlement à son activité artistique, Hélène Bohy aime transmettre son savoir et sa passion pour la musique. Elle encadre de très nombreux stages de formation musicale, de technique vocale et chorale. Elle coache depuis une dizaine d’années des artistes reconnus, tels que Tryo, Woodkid, Les Blaireaux, ainsi que des artistes en devenir. Depuis 2013, elle est la coach vocale des candidats de l'émission de télévision Nouvelle Star. Cette responsabilité lui permet d’allier ses talents de musicienne et pédagogue.
En 2015, elle crée un nouveau spectacle : DRING, qui se produit sur les scènes françaises et de francophonie.
En 2016, elle est signée chez Sony Music France, qui distribue une partie de ses albums de création, en parallèle de AMM (distribution Enfance et Musique).

## Discographie
- 1987 : 75 chansons, comptines et jeux de doigts, avec Agnès Chaumié
- 1988 : À tire d'aile, avec Agnès Chaumié
- 1989 : Rondes de nuit, avec Agnès Chaumié
- 1990 : Papoum
- 1991 : Les P'tits loups du jazz, avec Olivier Caillard
- 1993 : Dinosaures et autres bêtausores
- 1996 : Au loup
- 1998 : Zoazoo, avec Philippe Berthe
- 2000 : Tangonino
- 2000 : Cocorio, avec Isabelle Caillard
- 2005 : À l'eau
- 2007 : Les Trois Papas, avec Philippe Berthe
- 2008 : Saska Circus, avec Saska
- 2009 : Le Bateau de Nino, avec Olivier Caillard
- 2018 : Dring ! (album live du spectacle)